# Satteldach

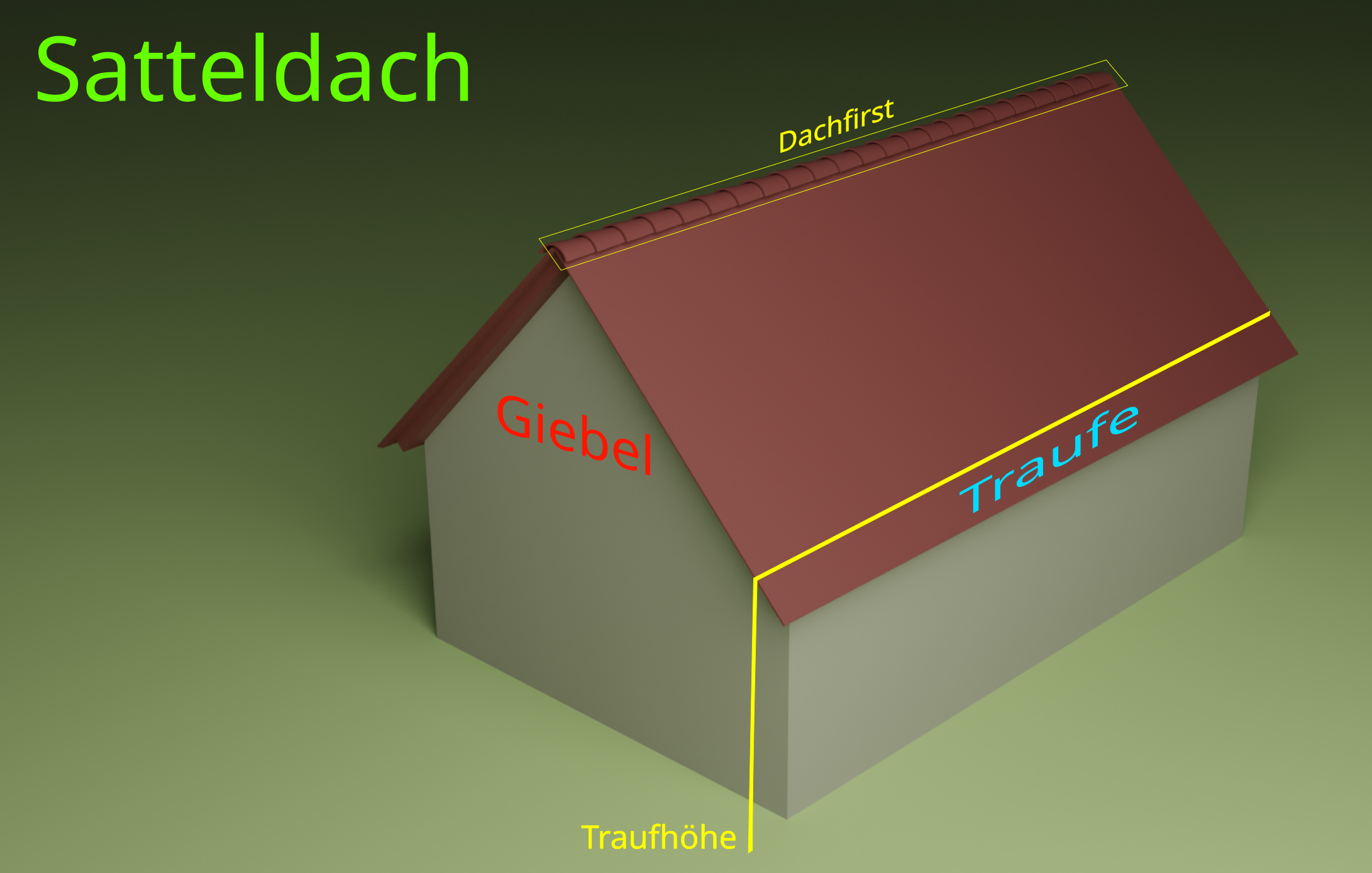
Satteldach

Das Satteldach als die verbreitetste Dachform besteht aus zwei gegeneinander ansteigenden Dachflächen, wobei senkrechte dreieckige Giebel entstehen, weswegen es auch Giebeldach genannt wird.

## Begriffe

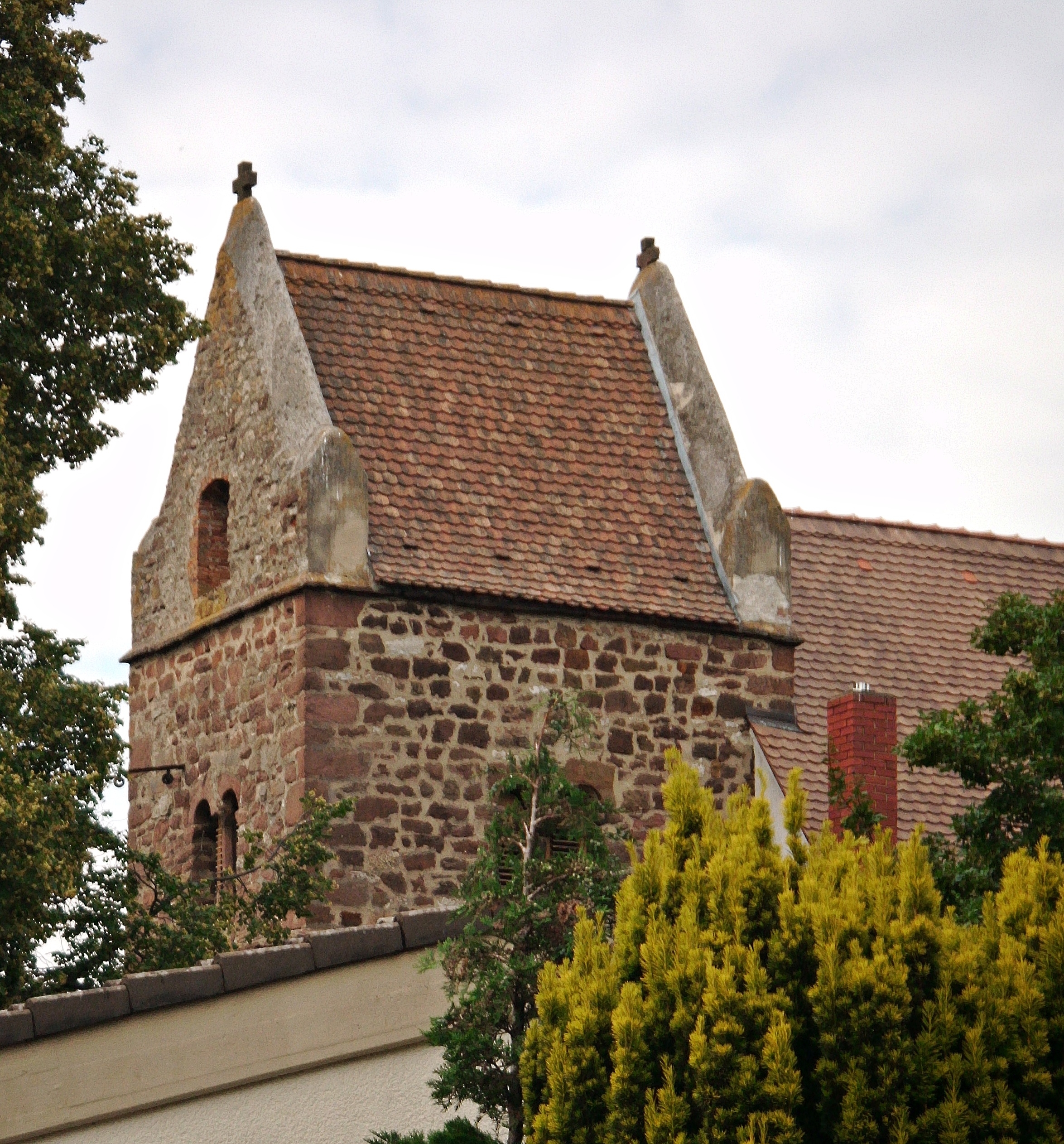
Ursprüngliche Form des Satteldachs mit hochgezogenen Giebelscheiben (Protestantische Kirche Obersülzen)

Der Begriff Satteldach wird heute allgemein für jede Art von Dächern mit zwei gerade aufeinander treffenden Dachflächen verwendet, doch rührt er historisch eigentlich von einer Sonderform her, die einem historischen Reitsattel ähnlich war: Diese Dachform entsteht bei Steinhäusern aus der Kombination der beiden Dachflächen zwischen zwei Giebelscheiben, die weit über das Dach hinausreichen. Der historische Zusammenhang kommt heute im Begriff Satteldach zum Ausdruck, auch im englischen Begriff saddle roof, der allerdings die Sonderform der hyperbolischen Paraboloidschale bezeichnet.
Sind die Dachflächen eines Satteldachs asymmetrisch lang, spricht man von einem Frackdach.
Für steile Satteldächer auf Kirchtürmen und anderen turmartigen Gebäuden ist in der Schweiz und im südlichen Bayern der Begriff Käsbissendach gebräuchlich, weil der Giebel des Turms wie ein Stück (Bissen) eines Käselaibs aussieht. In der Schweiz und im Elsass wird die Bezeichnung Scheitweck verwendet.

## Verbreitung
Das Satteldach ist die klassische, am häufigsten anzutreffende Dachform in kalten, gemäßigten und tropischen Zonen. Der Grund für das häufige Vorkommen des Satteldaches ist die relativ einfache Dachkonstruktion und die in der Regel gerade, rechtwinklige Form der Dachflächen. Damit entfallen Konstruktionsdetails, die einen hohen Aufwand erfordern und anfällig für Schäden sind.

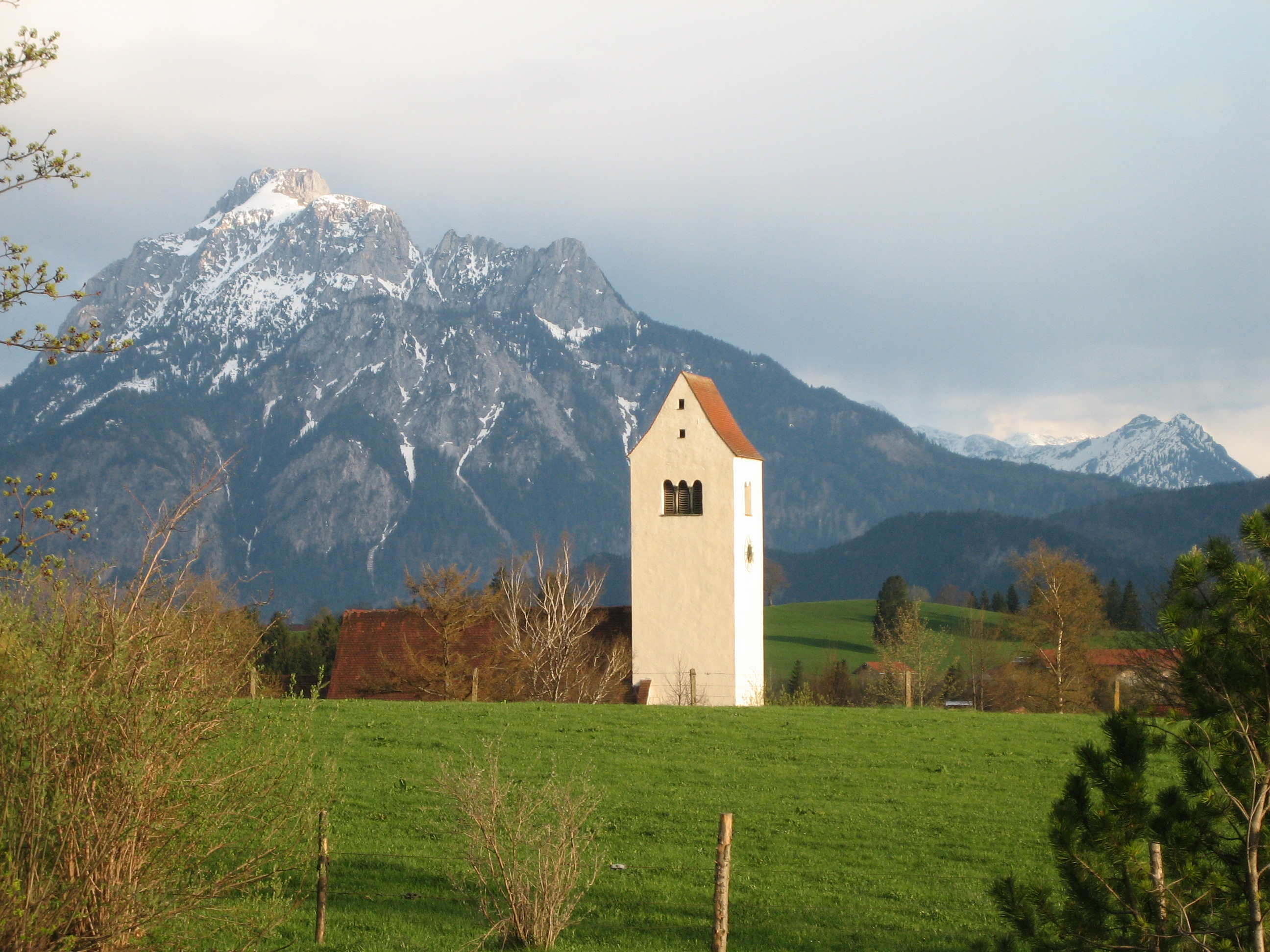
Käsbissendach auf dem Turm der Kirche in Hopfen am See, Bayern

Auf Grund der Vielseitigkeit des Satteldachs wird es in verschiedenen Regionen eingesetzt. In Gebieten mit starkem Wind und Regen werden Satteldächer mit steilem Neigungsgrad errichtet, um zum Beispiel eindringendem Wasser vorzubeugen. Im Vergleich dazu findet man in Berg- und Alpenregionen Satteldächer mit niedrigerem Neigungsgrad, da diese Schneemassen besser auffangen können und somit die Gefahr eines unkontrollierten Rutschens bzw. Abgangs verringern. Auch dient eine Schneedecke auf dem Dach als Dämmschicht, die auf einem flacheren Dach länger erhalten bleibt als auf einem steileren.

## Vor- und Nachteile
Die Konstruktion des Satteldachs wird in der Regel als Sparrendach oder Pfettendach ausgeführt.
Satteldächer haben einige Vorteile:
- Sie sind preisgünstiger als Walmdächer oder Mansardendächer.[11]
- Sie unterliegen einem einfachen Konstruktionsprinzip.[12]
- Sie sind sehr beständig gegen Witterung.
- Durch Naturmaterialien ist eine umweltfreundliche Eindeckung möglich.

Daneben haben Satteldächer auch Nachteile:
- Sie sind teurer als Flachdächer.[11]
- Nur Dachfenster und Giebelfenster kommen als Belichtungsmöglichkeit in Frage.
- Bei flachen Satteldächern kann ein Wohnraumverlust auftreten. Dieser kann beispielsweise durch den Einbau von Gauben oder durch einen ausreichend hohen Kniestock zum Teil wieder ausgeglichen werden.

## Arten und Bezeichnungen
- Das flache Satteldach oder Flachsatteldach weist eine Dachneigung von 30° oder weniger auf
- Bei einer Dachneigung von 45° wird es als neudeutsches Dach oder auch Winkeldach bezeichnet
- Wenn die Dachneigung 62° erreicht, wird es als gotisches oder altdeutsches Dach bezeichnet
- In Form eines gleichseitigen Dreiecks und 60° Dachneigung spricht man von einem altfränkischen (vorzufinden vorwiegend im fränkischen Raum) oder altfranzösischen Dach[13]
- Asymmetrisches Satteldach:
  - Mit gleichen Neigungen beider Dachseiten und unterschiedlichen Sparrenlängen: Frackdach
  - Mit unterschiedlichen Neigungen und gleichzeitig unterschiedlichen Sparrenlängen beider Dachseiten: Pferdekopfdach[14]